# Leucochrysa cortesi
Leucochrysa cortesi är en insektsart som beskrevs av Navás 1913. Leucochrysa cortesi ingår i släktet Leucochrysa och familjen guldögonsländor. Inga underarter finns listade i Catalogue of Life.